# Clase Zumwalt
La clase Zumwalt es una serie de 3 destructores de la Armada de los Estados Unidos, diseñados como destructores multimisión con énfasis en ataque terrestre. Los destructores clase Zumwalt son buques multirol diseñados para operaciones antisuperficie, antiaérea y para fuego naval de apoyo. La clase Zumwalt es un desarrollo del proyecto de buques DD-21 y se inició después de la cancelación de éste. El proyecto se llamaba antes "DD(X)". Los destructores Zumwalt tomaron el lugar de los acorazados clase Iowa en respuesta al debate del Congreso estadounidense sobre la necesidad del fuego naval de apoyo, aunque los requisitos de apoyo naval fueron reducidos para que los destructores Zumwalt pudieran desempeñarlo. Por la apariencia de los destructores se les compara con los Ironclad.
Este modelo de buque está diseñado en torno a sus dos sistemas avanzados de armas (AGS), torretas con cargadores de 920 rondas y munición única de proyectil de ataque terrestre de largo alcance (LRLAP). Se canceló la adquisición de munición LRLAP, lo que dejó inutilizables los cañones, por lo que la Marina estadounidense reutilizó los barcos para la guerra de superficie. A partir de 2023, la Armada retirará los AGS de los barcos y los reemplazará por misiles hipersónicos LRHW.
Estos barcos están clasificados como destructores, pero son mucho más grandes que cualquier otro destructor o crucero activo de la Marina de los EE. UU. La apariencia distintiva de las embarcaciones resulta del requisito de diseño para una sección transversal de radar baja (RCS). La clase Zumwalt tiene una forma de casco de casa rodante perforadora de olas cuyos lados se inclinan hacia adentro por encima de la línea de flotación, lo que reduce drásticamente el RCS al devolver mucha menos energía que una forma de casco de bengala convencional. La apariencia ha sido comparada con la del histórico USS Monitor y su famoso antagonista CSS Virginia.
La clase tiene un sistema de propulsión eléctrica integrado (IEP) que puede enviar electricidad desde sus turbogeneradores a los motores o armas de accionamiento eléctrico, la Infraestructura de entorno de computación total del barco (TSCEI), sistemas automatizados de extinción de incendios y tuberías automatizadas. romper el aislamiento. La clase está diseñada para requerir una tripulación más pequeña y para ser menos costosa de operar que los buques de guerra comparables.
El barco líder se llama Zumwalt por el almirante Elmo Zumwalt y lleva el número de casco DDG-1000. Originalmente, se planificaron 32 barcos, con costes de investigación y desarrollo de 9600 millones de $ repartidos en toda la clase. Como los costos excedieron las estimaciones, la cantidad se redujo a 24, luego a 7 y finalmente a 3. Esto aumentó significativamente el coste por barco a 4240 millones de $ (7500 millones de $ incluidos los costos de I+D), superando con creces el costo por unidad de un submarino de clase Virginia de propulsión nuclear (2688 millones de $). En julio de 2008, la Marina solicitó que el Congreso dejara de adquirir Zumwalt y volviera a construir más destructores de la clase Arleigh Burke. Este recorte final en la adquisición condujo a un aumento drástico del costo por unidad que finalmente desencadenó un incumplimiento presupuestario de la Enmienda Nunn-McCurdy. En abril de 2016, el coste total del programa ascendió a 22500 millones de $.

## Antecedentes
Muchas de las características se desarrollaron bajo el programa DD-21 ("Destructor del siglo XXI"), que se diseñó originalmente en torno al Cañón vertical para barcos avanzados (VGAS). En 2001, el Congreso redujo a la mitad el programa DD-21 como parte del programa SC21; para salvarlo, el programa de adquisición pasó a llamarse DD (X) y se modificó en gran medida.
Originalmente, la Armada esperaba construir 32 destructores. Ese número se redujo a 24, luego a 7, debido al alto costo de las tecnologías nuevas y experimentales. El 23 de noviembre de 2005, la Junta de Adquisiciones de Defensa aprobó un plan para la construcción simultánea de los dos primeros barcos en el astillero Ingalls de Northrop Grumman en Pascagoula, Misisipi, y Bath Iron Works de General Dynamics en Bath, Maine. Sin embargo, a esa fecha, el financiamiento aún no había sido autorizado por el Congreso.
A fines de diciembre de 2005, la Cámara y el Senado acordaron continuar financiando el programa. La Cámara de Representantes de EE. UU. asignó a la Marina solo el dinero suficiente para comenzar la construcción de un destructor como "demostración de tecnología". La asignación inicial de fondos se incluyó en la Ley de Autorización de la Defensa Nacional de 2007. Sin embargo, se aumentó a dos barcos mediante el proyecto de ley de asignaciones de 2007 aprobado en septiembre de 2006, que asignó US $ 2.568 mil millones al programa DDG-1000.
El 31 de julio de 2008, los funcionarios de adquisiciones de la Marina de los EE. UU. Le dijeron al Congreso que el servicio necesitaba comprar más destructores de la clase Arleigh Burke y que ya no necesitaba la clase DDG-1000 de próxima generación; solo se construirían los dos destructores aprobados. La Marina dijo que la imagen de la amenaza mundial había cambiado de tal manera que tenía más sentido construir al menos ocho Burke más en lugar de DDG-1000. La Armada concluyó a partir de quince informes de inteligencia clasificados que los DDG-1000 serían vulnerables a formas de ataques con misiles. [29]Muchos miembros del subcomité del Congreso cuestionaron que la Marina completara una revaluación tan amplia del panorama mundial de amenazas en solo unas pocas semanas, después de gastar unos 13 años y $ 10 mil millones en el desarrollo del programa de buques de superficie conocido como DD-21, luego DD (X), y finalmente DDG-1000. Posteriormente, el Jefe de Operaciones Navales, Gary Roughead, citó la necesidad de proporcionar defensa aérea en el área y nuevas amenazas específicas, como misiles balísticos y la posesión de misiles antibuque por parte de grupos como Hezbolá. Los problemas estructurales discutidos no han sido discutidos en público. Secretario de Marina Donald Winterdijo el 4 de septiembre: "Asegurarse de que tenemos, solo diré, un destructor, en el presupuesto de 2009 es más importante que si se trata de un DDG 1000 o un DDG 51".
El 19 de agosto de 2008, el secretario Winter dijo que se construiría un tercer Zumwalt en Bath Iron Works, citando preocupaciones sobre el mantenimiento de la capacidad de construcción naval. El presidente del Subcomité de Asignaciones de Defensa de la Cámara de Representantes, John Murtha, dijo el 23 de septiembre de 2008 que había aceptado la financiación parcial del tercer DDG-1000 en el proyecto de ley de autorización de Defensa de 2009.
Un memorando del 26 de enero de 2009 de John Young, el principal funcionario de adquisiciones del Departamento de Defensa de los EE. UU. (DoD), declaró que el precio por barco de los destructores de la clase Zumwalt había alcanzado los 5,964 mil millones de $, 81 por ciento por encima de la estimación original de la Marina utilizada en la propuesta, el programa, lo que resulta en una violación de la Enmienda Nunn-McCurdy, que requiere que la Marina vuelva a certificar y volver a justificar el programa ante el Congreso o cancelar su producción.
El 6 de abril de 2009, el secretario de Defensa , Robert Gates, anunció que el presupuesto propuesto por el Departamento de Defensa para 2010 pondría fin al programa DDG-1000 con un máximo de tres barcos. También en abril, el Pentágono adjudicó un contrato de precio fijo con General Dynamics para construir los tres destructores, reemplazando un contrato de costo más tarifa que había sido otorgado a Northrop Grumman. En ese momento, se esperaba que el primer destructor DDG-1000 costaría 3.5 mil millones de $, el segundo aproximadamente 2.5 mil millones de $ y el tercero incluso menos.
Lo que alguna vez se consideró la columna vertebral de la futura flota de superficie de la Armada estadounidense con una producción planificada de 32, ha sido reemplazado por la producción de destructores que volvió a la clase Arleigh Burke después de ordenar tres Zumwalt. En abril de 2016, el Instituto Naval de EE. UU. declaró que el costo total de los tres barcos Zumwalt es de aproximadamente $ 22,5 mil millones con costos de investigación y desarrollo, que es un promedio de 7,5 mil millones de $ por barco.

## Nombres y números de casco

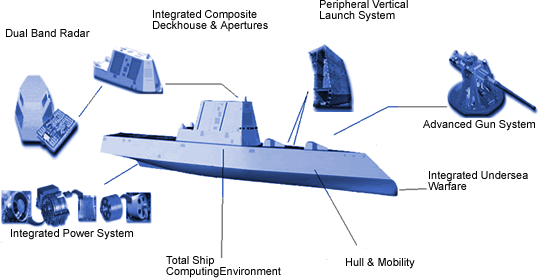
Plano de las características de los destructores DDG-1000.

El buque líder de las clase fue nombrado Zumwalt en honor al almirante Elmo Zumwalt. Inicialmente 32 buques estaban planeados, pero progresivamente han ido siendo reducidos; finalmente la clase se compondrá únicamente por tres buques, habiéndose completado el último a principios de 2019. La Armada de los Estados Unidos espera que cada buque cueste 3 300 000 000 dólares. El Departamento de Defensa asignó el presupuesto para construir tres buques DDG-1000.
En abril de 2006 la Armada de los Estados Unidos anunció que nombraría al primer buque de la clase como Zumwalt en honor al Jefe Naval de Operaciones, el Almirante Elmo R. "Bud" Zumwalt Jr. y el número de serie será DDG-1000, abandonando la secuencia de los destructores de misiles guiados usado por los destructores de la clase Arleigh Burke, y continuará con la anterior secuencia de los "destructores cañoneros", secuencia terminada con el último buque de la clase Spruance el USS Hayler (DD-997).
El nombre del DDG-1001 fue anunciado por la Armada el 29 de octubre de 2008, y será nombrado como el Contramaestre de Segunda Clase (SEAL) Michael A. Monsoor, el segundo SEAL en recibir la Medalla de Honor en la Guerra contra el terrorismo.
El 16 de abril de 2012, la Armada anunció que el destructor DDG-1002 será nombrado como el antiguo oficial naval y presidente Lyndon B. Johnson.
Hubo una campaña civil para persuadir a la Armada de que nombrara un buque de la clase Zumwalt como USS Robert A. Heinlein.
El primer buque de la serie, el USS Zumwalt (DDG-1000), fue botado por el astillero Bath, de Maine, el 29 de octubre de 2013, y comenzó sus pruebas de mar el 8 de diciembre de 2015 bajo el mando de su primer comandante, James Kirk.

## Construcción

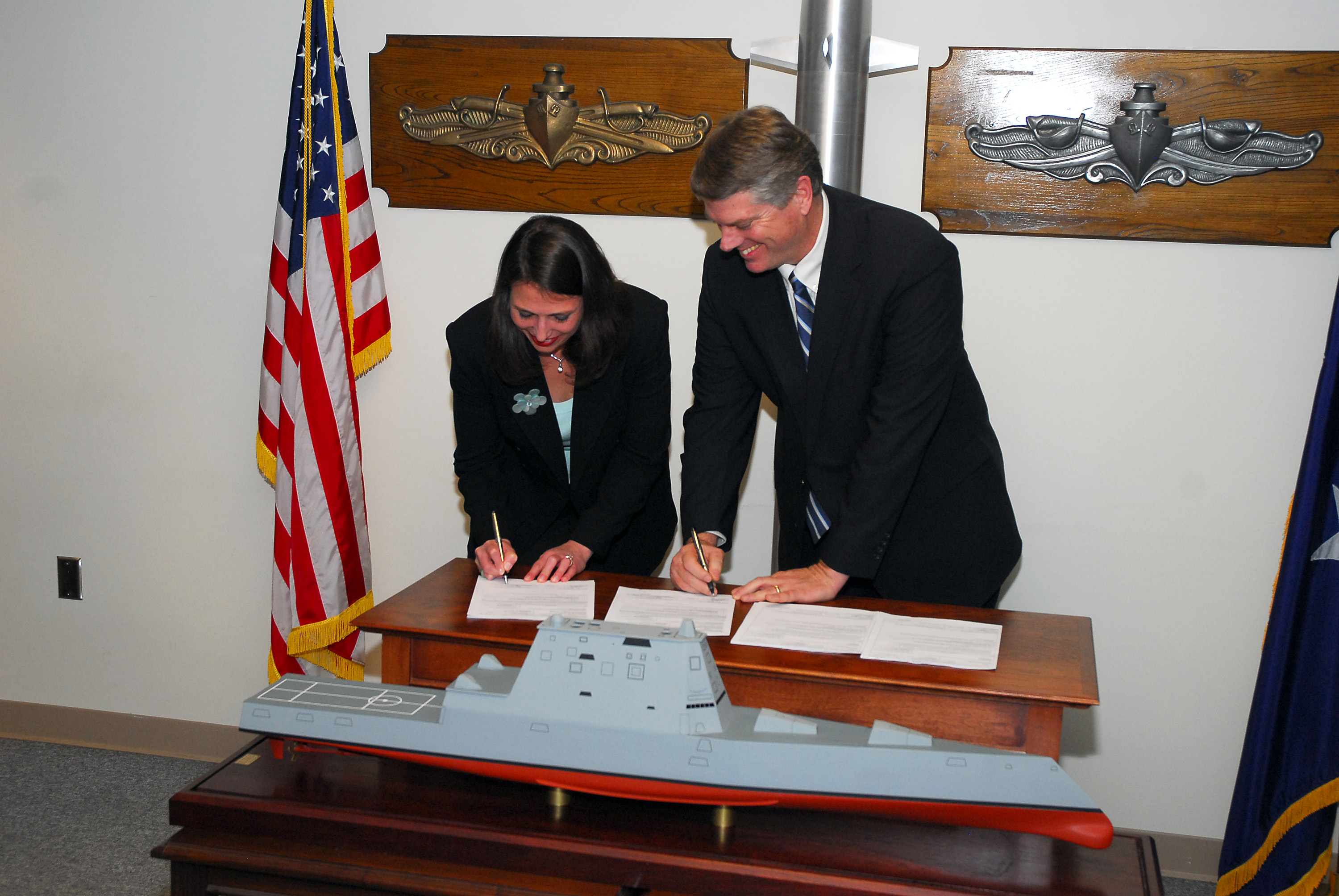
Representantes de Naval Sea Systems Command y Bath Iron Works firman un contrato de construcción en el Pentágono, febrero de 2008.

A fines de 2005, el programa entró en la fase de integración y diseño detallado, para la cual Raytheon fue el integrador de sistemas de la misión. Tanto Northrop Grumman Ship Systems como General Dynamics Bath Iron Works compartieron doble guía para el diseño detallado del casco, mecánico y eléctrico. BAE Systems Inc. tenía el sistema de armas avanzado y el sistema de lanzamiento vertical (VLS) MK57. Casi todos los principales contratistas de defensa (incluidos Lockheed Martin, Northrop Grumman Sperry Marine y L-3 Communications) y subcontratistas de casi todos los estados de los EE. UU. estuvieron involucrados hasta cierto punto en este proyecto, que fue la partida individual más grande en el presupuesto de la Marina. Durante el contrato anterior, se llevó a cabo el desarrollo y las pruebas de 11 modelos de desarrollo de ingeniería (EDM): sistema avanzado de armas, sistema autónomo de supresión de incendios, radar de doble banda [banda X y banda L], infrarrojos, cubierta y aberturas integradas, Sistema de energía, Guerra submarina integrada, Sistema de lanzamiento vertical periférico, Infraestructura de entorno de computación total del barco (TSCEI), Formulario de casco Tumblehome . La decisión de septiembre de 2006 de financiar dos barcos significó que uno podría ser construido por Bath Iron Works en Maine y el otro por Ingalls Shipbuilding de Northrop Grumman en Misisipi.
Northrop Grumman recibió una modificación de contrato de $ 90 millones para materiales y planificación de producción el 13 de noviembre de 2007. El 14 de febrero de 2008, Bath Iron Works recibió un contrato para la construcción de Zumwalt  (DDG-1000) , y Northrop Grumman Shipbuilding fue adjudicó un contrato para la construcción de Michael Monsoor  (DDG-1001) a un costo de $ 1.4 mil millones cada uno.

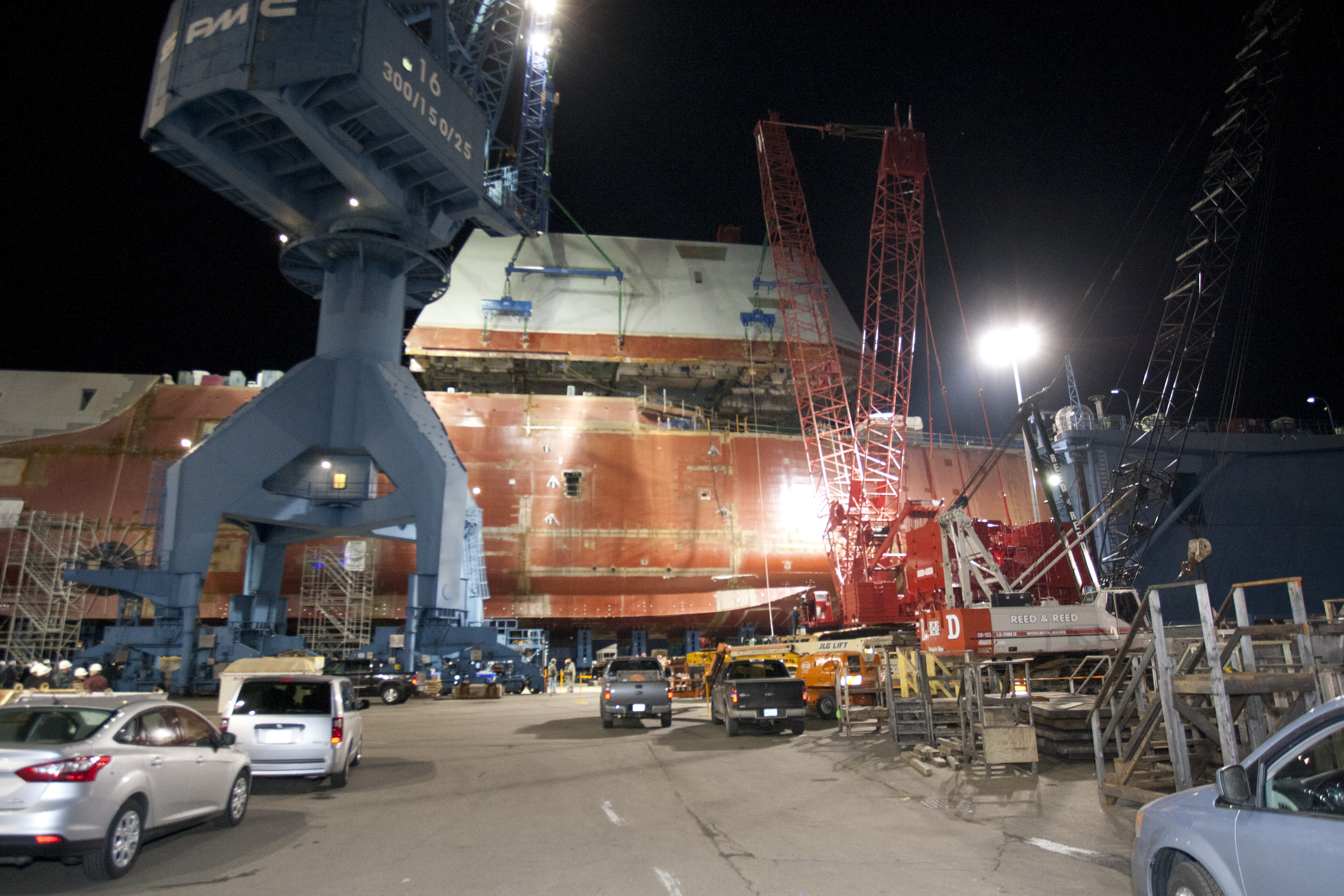
Instalación de la caseta del USS Zumwalt en diciembre de 2012

El 11 de febrero de 2009, comenzó oficialmente la producción a plena velocidad del primer destructor de la clase Zumwalt. La construcción del segundo barco de la clase, Michael Monsoor, comenzó en marzo de 2010. La quilla del primer destructor de la clase Zumwalt se colocó el 17 de noviembre de 2011. Este primer barco fue botado desde el astillero. en Bath, Maine, el 29 de octubre de 2013.
El cronograma de construcción en julio de 2008 fue:
- Octubre de 2008: DDG-1000 comienza la construcción en Bath Iron Works[48][49][50]
- Septiembre de 2009: DDG-1001 comienza la construcción en Bath Iron Works.[51]
- Abril de 2012: DDG-1002 comienza la construcción en Bath Iron Works[52]
- Abril de 2013: entrega inicial de DDG-1000
- Mayo de 2014: entrega de DDG-1001
- Marzo de 2015: capacidad operativa inicial
- Año fiscal 2018: entrega de DDG-1002

La Marina planeó que Zumwalt alcanzara la capacidad operativa inicial (COI) en 2016. El segundo barco, Michael Monsoor, se puso en servicio en 2019, y el tercer barco, Lyndon B. Johnson  (DDG-1002) , debía haber alcanzado la COI en 2021.

## Características

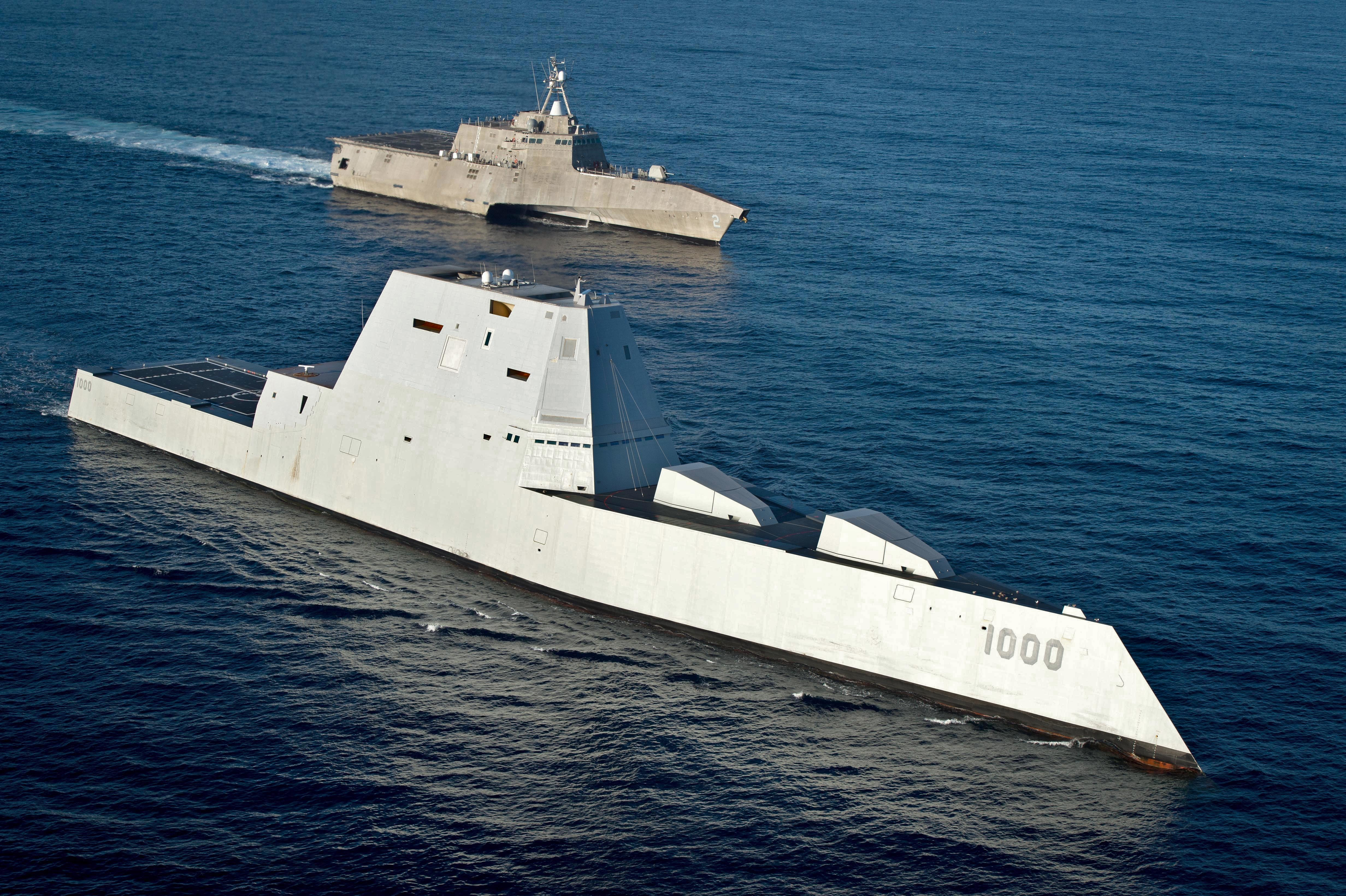
El destructor de misiles guiados USS Zumwalt (DDG 1000) navegando junto con el buque de combate litoral USS Independence (LCS 2) en el año 2016.

Los destructores DDG-1000 están diseñados para tener un bajo perfil de radar; también tienen sistemas de energía que pueden conducir electricidad a motores y armas entre las que se pueden incluir un cañón de riel o un láser de electrones libres, Los destructores están completamente computarizados, sirviendo primariamente un sistema LAN en el buque y plataformas independientes de hardware para todos los conjuntos de software de la nave, con sistemas de combate y disparo automatizado y sistemas automatizados de control de tuberías dañadas.
Los destructores fueron diseñados para requerir una tripulación pequeña y tener un coste operativo menor a otros buques similares. Tendrá una forma de recogimiento de costados de perforación de olas con los lados de los cascos hacia adentro, por encima de la pendiente la línea de flotación, lo cual reducirá la firma del radar, reflejando mucha menos energía que una forma de casco en ángulo recto más pronunciada. Para enero de 2009, la GAO indicó que solo 4 de las 12 tecnologías importantes propuestas para los destructores DDG-1000 estaban maduras.

### Furtividad
A pesar de ser un 40% más grande que un destructor Arleigh Burke, la firma radárica es similar a un barco pesquero y los niveles de ruido se comparan con los submarinos clase Los Ángeles. El casco en forma de recogimiento de costados reduce el eco en el radar y el puente de materiales compuestos también tiene bajo reflejo de radar. La caída de agua en los costados, junto con la inducción pasiva de aire frío, reducen las emisiones térmicas.

### Casco perforador de olas Tumblehome
El destructor de la clase Zumwalt reintroduce la forma de casco tumblehome, una forma de casco que no se había visto hasta este punto desde la guerra Ruso-Japonesa en 1905. Originalmente, el astillero francés Forges et Chantiers de la Méditerranée en La Seyne, Tolón. Los arquitectos navales franceses creían que la casa rodante, en la que la manga del barco se estrechaba desde la línea de flotación hasta la cubierta superior, crearía un mejor francobordo, una mayor navegabilidad y, como iban a encontrar los acorazados rusos, sería ideal para navegar a través de restricciones estrechas (por ejemplo, canales). En el lado negativo, los acorazados de casas rodantes tenían fugas, en parte debido a su construcción remachada, y podían ser inestables, especialmente cuando giraban a alta velocidad. La casa rodante se reintrodujo en el siglo XXI para reducir el retorno de radar del casco. La proa invertida está diseñada para atravesar las olas en lugar de cabalgar sobre ellas. La estabilidad de esta forma de casco en estados de alta mar ha provocado un debate entre los arquitectos navales, y algunos afirman que "con las olas que vienen desde atrás, cuando un barco se inclina hacia abajo, puede perder estabilidad transversal como el popa sale del agua y básicamente se da la vuelta".

### Sistema avanzado de armas
El Advanced Gun System es un cañón naval de 155 mm , dos de los cuales están instalados en cada barco. Este sistema consta de un cañón avanzado de 155 mm y su proyectil de ataque terrestre de largo alcance (LRLAP). Este proyectil es un cohete con una ojiva disparado desde el arma AGS; la ojiva tiene una carga explosiva de 11 kg/24 lb y tiene un error circular probable de 50 metros. Este sistema de armas tiene un alcance de 83 millas náuticas (154 km). [58] El sistema de almacenamiento completamente automatizado tiene espacio para hasta 750 rondas. El cañón está refrigerado por agua para evitar el sobrecalentamiento y permite una velocidad de disparo de 10 disparos por minuto por arma. Uso de un impacto simultáneo de múltiples rondas(MRSI), la potencia de fuego combinada de un par de torretas le da a cada destructor de clase Zumwalt una potencia de fuego de ataque inicial equivalente a 12 cañones de campaña M198 convencionales. Los tanques de lastre del uso de Zumwalt se hunden en el agua para un perfil reducido en combate. En noviembre de 2016, la Marina se movió para cancelar la adquisición del LRLAP, citando aumentos en los costos por caparazón de $ 800,000 a $ 1 millón como resultado de la reducción del número total de barcos de la clase. Dado que el AGS se hizo a medida para usar el LRLAP, no pudo cumplir la función de apoyo de disparos navales para el que fue diseñado.
Lyndon B. Johnson, el último Zumwalt, estaba siendo considerado para la instalación de un cañón de riel en lugar de uno de los cañones navales de 155 mm después de que se construyera el barco. Esto sería factible porque los generadores de turbina Rolls-Royce instalados son capaces de producir 78 megavatios (105.000 hp), suficiente para el arma eléctrica. En 2021, la financiación de la Marina de los EE. UU. para el desarrollo del cañón de riel cesó sin planes para continuar con el proyecto. Las armas serán retiradas y reemplazadas por misiles hipersónicos LRHW a partir de 2023.

### Módulo de carga útil avanzado
En marzo de 2021, la Marina solicitó información de la industria sobre cómo reconfigurar los barcos de la clase Zumwalt para albergar armas hipersónicas de largo alcance (LRHW). Dado que serían demasiado grandes para caber en los tubos VLS, se ha sugerido que los dos AGS, que no tienen uso desde la cancelación de sus municiones, podrían reemplazarse con módulos de carga útil avanzados de tres paquetes para cumplir una función convencional de disuasión de ataques rápidos. La Marina solicitará fondos para el año fiscal 2022 para reemplazar las torretas AGS de 155 mm con módulos de carga avanzada para el misil hipersónico convencional de ataque inmediato (CPS). La conversión sería parte de la disponibilidad restringida seleccionada (DSRA) DDG 1000 Dry-Docking a partir del año fiscal 2024. El LRHW también está programado para los submarinos de ataque clase Virginia (SSN) del Bloque V. Los tubos más grandes para el VLS se basarán en el módulo de carga útil de Virginia (VPM) utilizado en losSSN de Virginia. El primer destructor de clase Zumwalt estará listo para probar el CPS en 2025. A mediados de agosto de 2023, el buque llegó a Pascagoula para reemplazar el AGS por los misiles hipersónicos LRHW y la integración del sistema de las nuevas armas.

### Sistema Periférico de Lanzamiento Vertical
El sistema de lanzamiento vertical periférico Mk 57 (PVLS) es un intento de evitar la intrusión en el preciado espacio central del casco al tiempo que reduce el riesgo de pérdida de toda la batería de misiles o la nave en una explosión del cargador. El sistema consta de cápsulas de células VLS distribuidas alrededor de la capa exterior de la nave, con una capa exterior de acero delgada y una capa interior gruesa. El diseño del PVLS dirige la fuerza de cualquier explosión hacia el exterior en lugar de hacia el interior del barco. Además, este diseño reduce la pérdida de capacidad de misiles solo en la cápsula afectada.

### Características de aviones y barcos
Hay dos lugares disponibles en una gran cubierta de aviación con un hangar capaz de albergar dos helicópteros SH-60 de tamaño completo. Los barcos se manejan dentro de un hangar para barcos montado en la popa con una rampa. La ubicación en la popa del hangar para botes cumple con los requisitos del estado de alta mar para las operaciones de botes.

### Radar

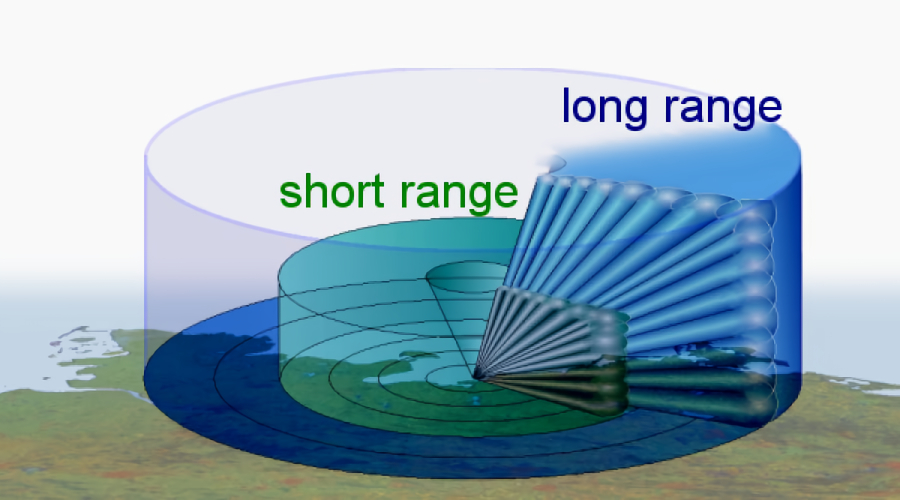
Diagrama de proyecciones de conex de radar de haz de lápiz electrónico vertical AN/SPY-3

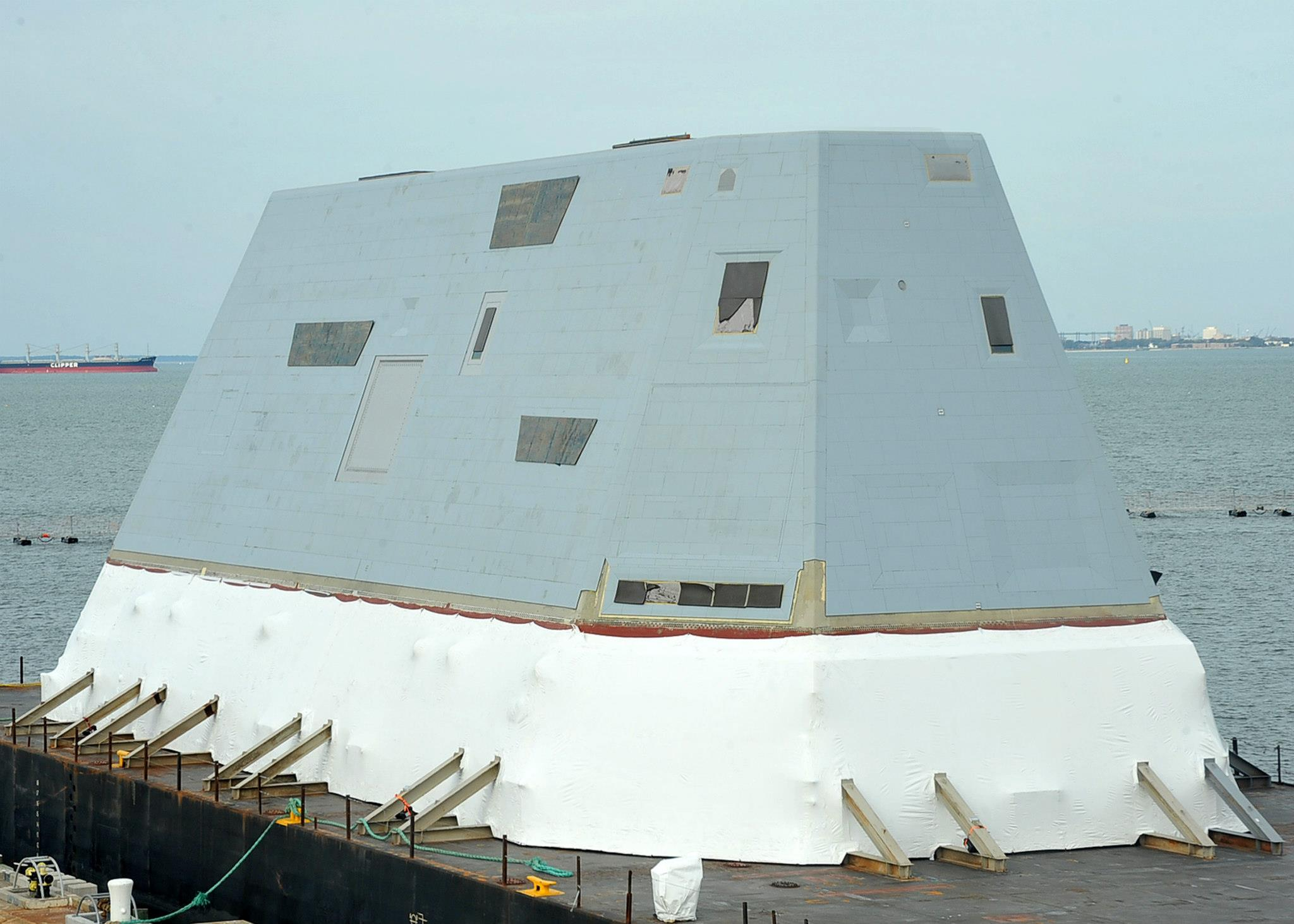
La supestructura del Zumwalt durante su construcción en noviembre de 2012

Originalmente, el radar de matriz de barrido electrónico activo AN/SPY-3 principalmente de banda X se casaría con el radar de búsqueda de volumen de banda S AN/SPY-4 de Lockheed Martin. El radar multifunción (MFR) SPY-3 de matriz activa de banda X de Raytheon ofrece un rendimiento superior de altitud media a alta sobre otras bandas de radar, y sus haces de lápiz le dan una excelente capacidad para enfocarse en los objetivos. SPY-3 será el radar principal utilizado para los enfrentamientos con misiles. Un informe de 2005 del brazo de investigación del Congreso, la Oficina de Responsabilidad Gubernamental (GAO), cuestionó que el salto tecnológico para el radar de doble banda sería demasiado.
El 2 de junio de 2010, el jefe de adquisiciones del Pentágono, Ashton Carter, anunció que eliminarían el radar de búsqueda por volumen de banda S SPY-4 del radar de doble banda del DDG-1000 para reducir costos como parte del proceso de certificación Nunn-McCurdy. Debido a la eliminación de SPY-4, el radar SPY-3 tendrá modificaciones de software para la función de búsqueda de volumen. Los operadores a bordo podrán optimizar el SPY-3 para búsqueda de horizonte o búsqueda de volumen. Si bien está optimizado para la búsqueda de volumen, la capacidad de búsqueda de horizonte es limitada. Todavía se espera que el DDG-1000 realice defensa aérea de área local.  Se cree que este sistema proporciona una alta detección y excelentes capacidades antiinterferencias, especialmente cuando se usa junto con la capacidad de participación cooperativa (CEC). Sin embargo, no se informa si el sistema CEC se instalará en los destructores de clase Zumwalt al momento de la puesta en servicio, pero está programado para su eventual incorporación en el tipo de barco.
Dado que la clase Zumwalt no tiene radares de control de fuego AN/SPG-62 , que se utilizan como guía terminal para enfrentamientos antiaéreos con misiles SeaSparrow estándar y evolucionados (ESSM), el SPY-3 generará iluminación de onda continua interrumpida (ICWI) en lugar de la iluminación de onda continua de los radares de control de fuego AN/SPG-62. Se requieren modificaciones de software significativas para admitir ICWI y transmitir y recibir mensajes de enlace a los misiles. El misil estándar (SM)-2 IIIA y el ESSM programado para la clase Zumwalt requieren receptores de misiles modificados, transmisores, codificadores, decodificadores y un procesador de señal digital rediseñado para trabajar con el sistema del barco. Estos misiles modificados no podrán usarse en barcos de la clase Aegis.
El SPY-3 tuvo que ser reprogramado para realizar la búsqueda de volumen que se suponía que había realizado el SPY-4. Con las funciones de búsqueda de volumen y superficie e iluminación terminal, existe la preocupación de que un ataque con misiles a gran escala pueda abrumar la capacidad de gestión de recursos de un radar. En tal caso, es posible que el radar no pueda gestionar adecuadamente las amenazas entrantes o guiar misiles ofensivos.
El radar de doble banda en su totalidad (SPY-3 y SPY-4) debe instalarse solo en el portaaviones de clase Gerald R. Ford USS Gerald R. Ford (CVN-78). Con el desarrollo del AN/SPY-6 Air and Missile Defense Radar (AMDR), parece poco probable que el DBR se instale en otras plataformas, como lo es en la clase DDG-1000, o en total, ya que está en el Gerald R. Ford. El Enterprise Air Surveillance Radar (EASR) es un radar de vigilancia de nuevo diseño que se instalará en el segundo portaaviones de clase Gerald R. Ford, John F. Kennedy, en lugar del radar de doble banda. Los barcos de asalto anfibio de clase America que comienzan con LHA-8 y el planeado Los buques de guerra anfibios de clase LX(R) también tendrán este radar.
El AN/SPY-6 AMDR se propuso originalmente para ser instalado en el casco del tipo DDG-1000 bajo el programa CG(X) . Sin embargo, el programa CG(X) fue cancelado debido al aumento de costos. El AMDR ha continuado en desarrollo totalmente financiado para su instalación en los barcos del Vuelo III del destructor de la clase Arleigh Burke, con planes para instalarse también en los barcos del Vuelo IIA. Sin embargo, con una apertura más pequeña que la planificada de manera óptima de 14 pies (4,3 m), el AMDR para los barcos del Vuelo III será menos sensible que la variante de 22 pies (6,7 m) que se había planificado para CG (X).
Se realizó un estudio para colocar el AN / SPY-6 en un casco DDG-1000 con la apertura de 22 pies (6,7 m) principalmente para fines de defensa contra misiles balísticos (BMD). Dado que el DDG-1000 no tiene un Sistema de combate Aegis, como los barcos de la clase DDG-51, sino la Infraestructura de entorno de computación total del barco (TSCEI), el Radar/Hull Study declaró:

... que el equipo de estudio no consideró lo suficientemente viable desarrollar una capacidad BMD "desde cero" para TSCE como para justificar un análisis más profundo, particularmente debido a la inversión ya realizada en el programa Aegis. La marina concluyó que desarrollar software y hardware IAMD específicamente para TSCE sería más costoso y presentaría un mayor riesgo. En última instancia, la marina determinó que Aegis era su opción de sistema de combate preferida. Los funcionarios de la Marina declararon que Aegis había demostrado cierta capacidad de BMD y se usaba ampliamente en toda la flota, y que la Marina quería aprovechar las inversiones que había realizado a lo largo de los años en este sistema de combate, especialmente en su desarrollo actual de una versión que proporciona una nueva , capacidad limitada de IAMD.

### Sistema de visualización común
El sistema de visualización común del barco recibe el sobrenombre de "keds": los marineros operan los keds a través de trackballs y paneles de botones especializados, con la opción de pantallas táctiles en la interfaz. El conjunto de tecnología permite a los marineros monitorear múltiples sistemas de armas o sensores, ahorrando mano de obra y permitiendo que sea dirigido desde el centro de operaciones.

### Sonar
Se utilizará un sonar de doble banda controlado por un sistema informático altamente automatizado para detectar minas y submarinos. Se afirma que es superior al sonar de la clase Arleigh Burke en ASW litoral pero menos eficaz en aguas azules/áreas de aguas profundas.
- Sonda de frecuencia media montada en el casco (AN/SQS-60)
- Sonda de alta frecuencia montada en el casco (AN/SQS-61)
- Sistema de manipulación y sonda de matriz remolcada multifunción (AN/SQR-20)[91]
- Aunque los barcos Zumwalt tienen un conjunto integrado de sensores submarinos y una matriz remolcada multifunción, no están equipados con tubos de torpedos a bordo , por lo que dependen de sus helicópteros o misiles ASROC para destruir los submarinos que capta el sonar.[65]

### Sistema de propulsión y potencia

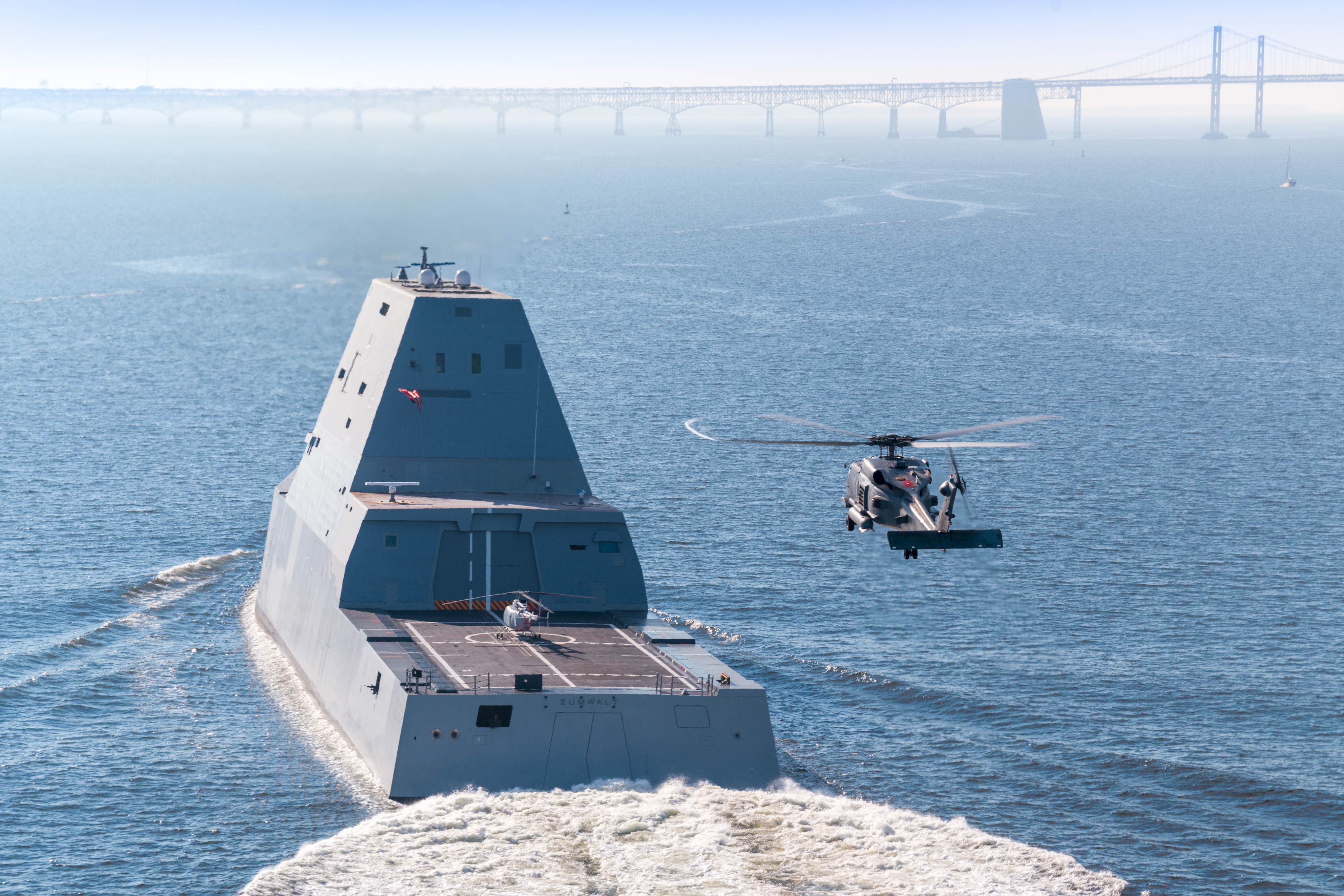
Vista trasera del USS Zumwalt, año 2016.

Los Zumwalt utilizan un sistema de energía integrado (IPS), una versión moderna de un sistema de accionamiento turboeléctrico. El IPS es un sistema dual, en el que cada mitad consta de un motor primario de turbina de gas acoplado directamente a un generador eléctrico, que proporciona energía a un motor eléctrico que impulsa un eje de hélice. El sistema está "integrado" porque los turbogeneradores proporcionan energía eléctrica a todos los sistemas del barco, no solo a los motores de accionamiento. El sistema proporciona mucha más energía eléctrica disponible que la disponible en otros tipos de barcos.
El DDX propuso usar motores de imanes permanentes (PMM) dentro del casco, que se abandonó en favor de un motor de inducción más convencional. Se rechazó una disposición alternativa de dos módulos porque las ramificaciones de los impulsores de módulos requerirían demasiados costos de desarrollo y validación para la embarcación. El PMM se consideró otro salto tecnológico y fue motivo de cierta preocupación (junto con el sistema de radar) del Congreso. Como parte de la fase de diseño, Northrop Grumman hizo que DRS Technologies diseñara y fabricara el motor de imanes permanentes más grande del mundo. Esta propuesta se abandonó cuando el motor PMM no pudo demostrar que estaba listo para ser instalado a tiempo.
Zumwalt tiene los motores de inducción avanzados (AIM) de Converteam en lugar de los motores síncronos de imanes permanentes (PMM) de DRS Technologies.
La elección exacta de los sistemas de motor sigue siendo algo controvertida en este momento. El concepto fue originalmente para un sistema de energía integrado (IPS) basado en motores síncronos de imanes permanentes (PMM) en el casco, con motores de inducción avanzados (AIM) como una posible solución de respaldo. El diseño se cambió al sistema AIM en febrero de 2005 para cumplir con los hitos programados; Los problemas técnicos de PMM se solucionaron posteriormente, pero el programa ha seguido adelante. La desventaja es que la tecnología AIM tiene un motor más pesado, requiere más espacio, requiere el desarrollo de un "controlador separado" para cumplir con los requisitos de ruido y produce un tercio de la cantidad de voltaje. Por otro lado, estas mismas diferencias impondrán penalizaciones de tiempo y costo por los cambios de diseño y construcción si el programa desea "diseñar AIM fuera"...
El sistema reduce la firma térmica y sonora del barco. Como señaló la GAO, el IPS se ha sumado al aumento de peso en el destructor de clase Zumwalt.
La energía eléctrica es proporcionada por dos turbinas de gas Rolls-Royce MT30 (35,4 MW cada una) que impulsan los generadores eléctricos Curtiss-Wright.
El segundo barco de la clase, Michael Monsoor, requerirá una nueva turbina de gas después de que experimentó problemas durante las pruebas en el mar que resultaron en daños en las palas de la turbina.

### Automatización y protección contra incendios
La automatización reduce el tamaño de la tripulación en estos barcos: el complemento mínimo del destructor de clase Zumwalt es de 130, menos de la mitad que los barcos de guerra similares. [58] Las tripulaciones más pequeñas reducen un componente significativo de los costos operativos. Las municiones, los alimentos y otras provisiones están montadas en contenedores que pueden ser golpeados debajo de las áreas de almacenamiento/carga mediante un sistema automatizado de manejo de carga.
Se proponen sistemas de rociado o niebla de agua para su despliegue en el destructor de clase Zumwalt, pero los espacios electrónicos siguen siendo problemáticos para los diseñadores. Se prefieren los sistemas de descarga de halones/nitrógeno, pero no funcionan cuando el espacio se ha visto comprometido por una brecha en el casco. La GAO ha señalado este sistema como un problema potencial aún por abordar.

### Red informática
La Infraestructura total del entorno informático de la nave (TSCEI) se basa en las computadoras de placa única PPC7A y PPC7D de General Electric Fanuc Embedded Systems que ejecutan LynxOS RTOS de LynuxWorks. Estos están contenidos en 16 gabinetes modulares electrónicos protegidos contra golpes, vibraciones y electromagnéticos. Zumwalt lleva 16 servidores blade de IBM preensamblados. La red permite una integración perfecta de todos los sistemas a bordo, por ejemplo, fusión de sensores y simplificación de operaciones y planificación de misiones.

## Críticas
Un informe de la GAO de abril de 2018 dijo que el costo total de los tres destructores Zumwalt, incluida la investigación y el desarrollo, fue de $ 24,5 mil millones, un promedio de alrededor de $ 8 mil millones por barco.
Los legisladores y otros cuestionaron si la clase Zumwalt cuesta demasiado y si proporciona las capacidades que necesita el ejército. En 2005, la Oficina de Presupuesto del Congreso estimó el costo de adquisición de un DD(X) entre $3,800 millones y $4,000 millones en dólares de 2007, $1,100 millones más que la estimación de la Marina. La Ley de Autorización de la Defensa Nacional para el año fiscal 2007 (Informe de la Cámara de Representantes del Comité de Servicios Armados sobre HR 5122 junto con opiniones adicionales y disidentes) declaró:

El comité entiende que no hay perspectivas de poder diseñar y construir los dos barcos líderes por los $ 6.6 mil millones presupuestados. Al comité le preocupa que la marina esté intentando insertar demasiada capacidad en una sola plataforma. Como resultado, ahora se espera que el DD(X) desplace más de 14.000 toneladas y, según estimaciones de la marina, cueste casi 3.300 millones de dólares cada uno. Originalmente, la marina propuso construir 32 destructores de próxima generación, los redujo a 24, luego a 7 y finalmente a 3, para que el programa fuera asequible. En un número tan pequeño, el comité lucha por ver cómo se pueden cumplir los requisitos originales para el destructor de próxima generación, por ejemplo, proporcionar apoyo de fuego de superficie naval.

Mike Fredenburg analizó el programa para National Review después de que Zumwalt se averiara en el Canal de Panamá en noviembre de 2016. Concluyó que los problemas del barco "son emblemáticos de un sistema de adquisición de defensa que está perdiendo rápidamente su capacidad para satisfacer nuestras necesidades de seguridad nacional". Fredenburg pasó a detallar los problemas relacionados con los costos exorbitantes, la falta de rendición de cuentas, objetivos poco realistas, un concepto defectuoso de las operaciones, los peligros de diseñar un buque de guerra en torno al sigilo y el fracaso del Sistema Avanzado de Armas. Él concluye:

El Zumwalt es un desastre absoluto. Claramente, no encaja bien como buque de guerra de primera línea. Con sus armas neutralizadas, su papel como principal activo de guerra antisubmarina en cuestión, sus capacidades de guerra antiaérea inferiores a las de nuestro caballo de batalla actual, los destructores de clase Arleigh Burke, y su sigilo no es tan ventajoso como lo anuncian, el Zumwalt parece ser un barco sin misión.

### Misiles balísticos/capacidad de defensa aérea
En enero de 2005, John Young, Subsecretario de la Armada para Investigación, Desarrollo y Adquisición, confiaba tanto en la defensa aérea mejorada del DD(X) sobre la clase Arleigh Burke que entre su nuevo radar y la capacidad de disparar SM- 1, SM-2 y SM-6, "No veo tanta urgencia para [pasar a] CG (X)", un crucero de defensa aérea dedicado.
El 31 de julio de 2008, el Vicealmirante Barry McCullough (Jefe Adjunto de Operaciones Navales para la Integración de Recursos y Capacidades) y Allison Stiller (Subsecretaria Adjunta de la Marina para Programas de Buques) declararon que "el DDG 1000 no puede realizar defensa aérea de área; específicamente, no puede emplear con éxito el misil estándar-2 (SM-2), SM-3 o SM-6 y es incapaz de llevar a cabo la defensa contra misiles balísticos". Dan Smith, presidente de la división Integrated Defense Systems de Raytheon, ha respondido que el radar y el sistema de combate son esencialmente los mismos que otros barcos con capacidad SM-2: "No puedo responder a la pregunta de por qué la Armada ahora está afirmando... que Zumwalt no está equipado con una capacidad SM-2". La falta de capacidad de misiles antibalísticos puede representar una falta de compatibilidad con SM-2/SM-3. Los barcos de la clase Arleigh Burke tienen sistemas BMD con su software de seguimiento y orientación Lockheed-Martin AEGIS, a diferencia del software de seguimiento y orientación Raytheon TSCE-I del DDG-1000, que no los tiene, ya que aún no está completo, por lo tanto, si bien el DDG-1000, con su sistema de combate TSCE-I, tiene instalado el sistema de misiles SM-2/SM-3, aún no tiene planificada la actualización BMD/IAMD para el CG(X) derivado. El sistema Aegis, por otro lado, se usó en el Sistema de defensa contra misiles balísticos Aegis. Dado que Aegis ha sido el principal sistema de combate de la Marina durante los últimos 30 años, cuando la Marina inició un programa BMD, el sistema de combate en el que se probó fue el sistema de combate Aegis. Entonces, mientras que la plataforma DDG-51 y la plataforma DDG-1000 son compatibles con SM-2/SM-3, como un legado del sistema de defensa contra misiles balísticos Aegis, solo el DDG-51 con el sistema de combate Aegis es compatible con BMD. Sin embargo, el sistema de combate TSCE-I del DDG-1000 tenía planeadas actualizaciones tanto de BMD como de IAMD. Combinado con la inteligencia reciente de que China está desarrollando misiles balísticos antibuque apuntables basados en el DF-21, esto puede considerarse un defecto fatal.
El 22 de febrero de 2009, James "Ace" Lyons , excomandante en jefe.
En 2010, el Servicio de Investigación del Congreso informó que el DDG-1000 no se podía usar actualmente para la BMD porque la función de la BMD se aplazó al programa CG(X) derivado de la DDG-1000 (los DDG tenían la función de ataque, el CG tenía la función de la BMD). pero compartían tanto el misil SM3 como el TSCE-I), el radar propuesto del CG(X) era mucho más grande (22') y usaba mucha más energía y capacidad de refrigeración que el DDG-1000. Desde entonces, el sistema de radar de 22 pies (6,7 m) se ha cancelado con el CG(X), y se ha determinado que se podría usar un radar de 14 pies (4,3 m) en el DDG-51 o DDG-1000, aunque no tendría el rendimiento que la Marina predice que sería necesario "para abordar las amenazas más desafiantes". Si el requisito de BMD del CG(X) fuera adoptado por el DDG-1000, el DDG-1000 tendría que obtener la actualización TSCE-I programada para el CG(X) para respaldar esa misión.
El estudio que mostró un costo-beneficio para construir un destructor clase Arleigh Burke del Bloque III con radares mejorados en lugar de agregar BMD a los destructores de la clase Zumwalt asumió muy pocos cambios del Bloque II al III Burke. Sin embargo, los costos del Bloque III Burke s han aumentado rápidamente "a medida que los posibles requisitos y expectativas continúan creciendo". Si bien la Armada ha estudiado el diseño y los costos del Bloque III, hay muy pocos datos confiables disponibles sobre el costo de modificar un barco de clase DDG-1000 para proporcionar una capacidad BMD. Sin embargo, si el Air Missile Defense Radar se adopta en común tanto en el Bloque III Burke como en el Zumwalts, y si ambos estuvieran actualizados al mismo sistema de combate, entonces la única limitación de los Zumwalt en esta función serían sus cargadores de misiles limitados.
Con la adjudicación del contrato de desarrollo de la próxima generación de radar de banda S de defensa aérea y antimisiles a Raytheon, la deliberación de colocar este radar en el destructor de clase Zumwalt ya no se discute activamente.
Es posible que los destructores de la clase Zumwalt obtengan las modificaciones de hardware y software BMD más limitadas que les permitirían usar su radar SPY-3 existente y la capacidad de participación cooperativa para utilizar el misil SM-3 y tener una capacidad BMD similar a la Cruceros clase Ticonderoga con capacidad BMD y destructores Vuelo IIa clase Arleigh Burke. También se propuso la adquisición de una versión específica de BMD del destructor de clase Zumwalt.
Las células PLAS de Zumwalt pueden lanzar el misil estándar SM-2, pero los barcos no tienen requisitos para la defensa contra misiles balísticos. Los tubos son lo suficientemente largos y anchos para incorporar futuros interceptores, y aunque la nave fue diseñada principalmente para el dominio del litoral y el ataque terrestre, Raytheon afirmó que podrían volverse compatibles con BMD con pocas modificaciones.

### Capacidad de misiles
El diseño original del DD-21 habría acomodado entre 117 y 128 celdas VLS. Sin embargo, el diseño final del DDG-1000 proporciona solo 80 celdas. Zumwalt utiliza células MK.57 Peripheral Vertical Launching System (PVLS) que son más grandes que las células Mk.41 que se encuentran en la mayoría de los destructores estadounidenses.
Cada celda VLS se puede empaquetar en cuatro con misiles RIM-162 Evolved Sea Sparrow (ESSM). Esto da una carga teórica máxima de 320 misiles ESSM. El ESSM se considera un arma de defensa puntual que generalmente no se usa para la defensa del área de la flota.
El destructor de clase Zumwalt no es un sistema Aegis. En su lugar, utiliza el sistema de misión integrado Total Ship Computing Environment Infrastructure (TSCEI), único en su clase. El Mk 57 PVLS es capaz de acomodar todos los tipos de misiles estándar. No se ha dicho públicamente si el TSCE se modificará para admitir el misil estándar o la misión de defensa contra misiles balísticos.

### Papel de apoyo de fuego naval
El concepto de diseño para la clase Zumwalt se desarrolló a partir del esfuerzo de desarrollo "Land Attack Destroyer (DD 21)". Un objetivo principal de DD 21 era proporcionar apoyo de fuego en el mar para las tropas en tierra como parte de la combinación de fuerzas que reemplazaría a los acorazados de clase Iowa que se retiran según lo dispuesto por el Congreso. Hubo un considerable escepticismo de que la clase de Zumwalt pudiera tener éxito en este papel.

En resumen, al comité le preocupa que la armada haya renunciado a la capacidad de apoyo de fuego de largo alcance del acorazado, ha dado pocos motivos para el optimismo con respecto al cumplimiento de los objetivos de desarrollo a corto plazo y parece poco realista en la planificación para apoyar la guerra expedicionaria a mediados. -término. El comité considera que la estrategia de la marina para proporcionar apoyo de fuego de superficie naval es de "alto riesgo" y continuará monitoreando el progreso en consecuencia.

—  Evaluación del programa de apoyo de fuego de superficie naval de la Marina de los Estados Unidos en la Ley de Autorización de Defensa Nacional de 2007,

La clase Zumwalt estaba destinada a proporcionar apoyo de fuego de superficie naval (NSFS) utilizando el AGS y un ataque terrestre adicional utilizando misiles Tomahawk desde sus lanzadores PVLS. Tal como se implementó, la clase Zumwalt no puede proporcionar NSFS ya que solo hay 90 rondas de municiones disponibles que son compatibles con el AGS. La clase Zumwalt fue rediseñada como naves de ataque de superficie y ya no está diseñada para ser utilizada como destructor de ataque terrestre.

### Estabilidad del diseño de Tumblehome

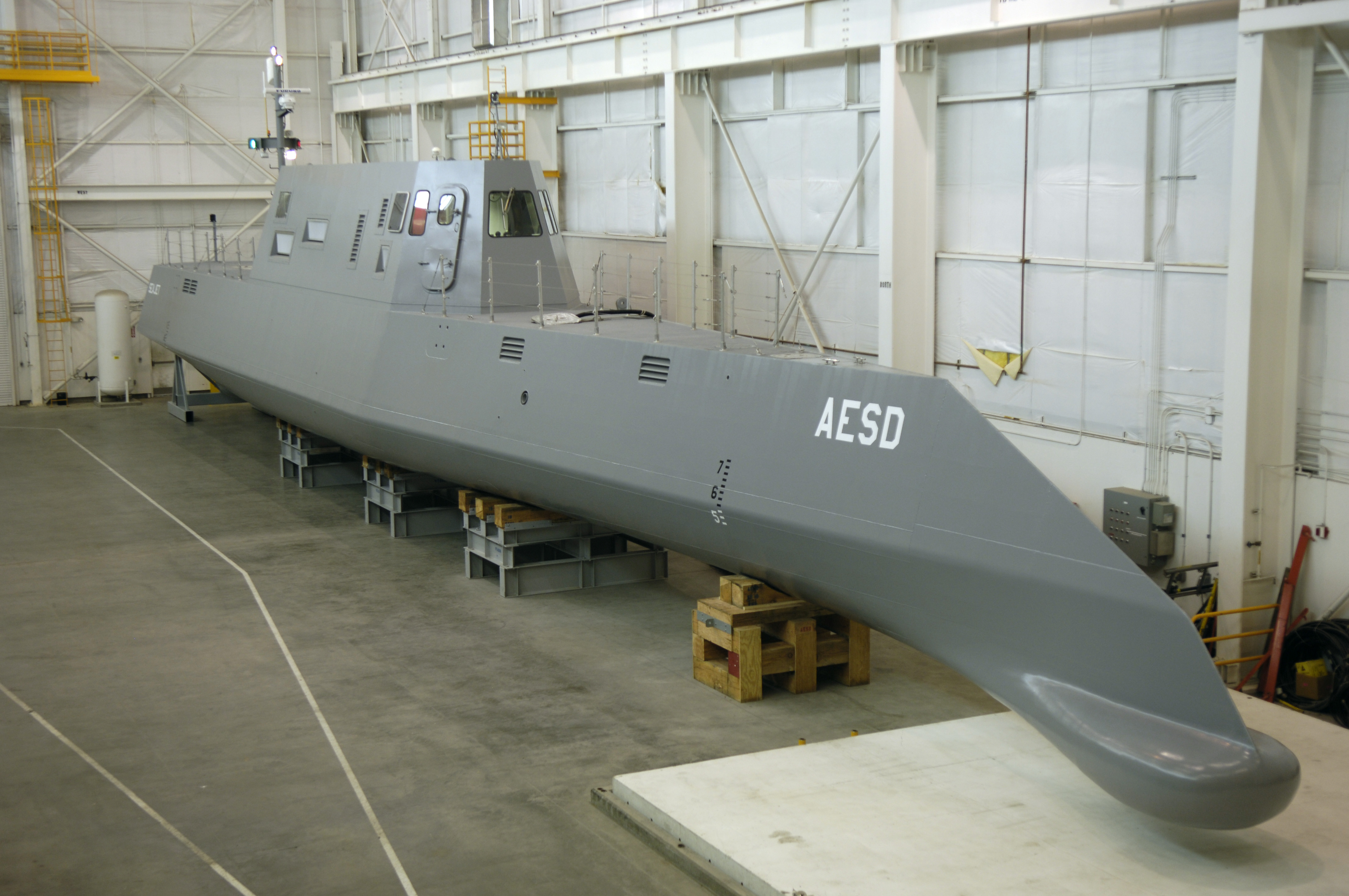
Sea Jet fuera del agua y mostrando el diseño único del casco

La estabilidad del diseño del casco del DDG-1000 en mar gruesa ha sido motivo de controversia. En abril de 2007, el arquitecto naval Ken Brower dijo: "Cuando un barco cabecea y se mece en el mar, si tiene una casa rodante en lugar de una bengala, no tiene energía de adrizamiento para hacer que el barco vuelva a subir. En el DDG 1000, con las olas viniendo hacia ti desde atrás, cuando un barco se inclina, puede perder estabilidad transversal a medida que la popa sale del agua y, básicamente, volcarse". La Marina había decidido no utilizar un casco de casa rodante en el crucero CG(X) antes de que se cancelara el programa, lo que puede sugerir que había preocupaciones con respecto a las habilidades de navegación de Zumwalt. Sin embargo, el casco de la casa rodante demostró ser apto para navegar en una prueba a escala 1/4 del diseño del casco llamadoSea Jet.
El Demostrador de Barcos Eléctricos Avanzados (AESD) Sea Jet , financiado por la Oficina de Investigación Naval (ONR), es un barco de 40 metros (133 pies) ubicado en el Centro de Guerra de Superficie Naval División Carderock , Destacamento de Investigación Acústica en Bayview, Idaho . Sea Jet se operó en el lago Pend Oreille , donde se utilizó para probar y demostrar diversas tecnologías. Entre las primeras tecnologías probadas estuvo un chorro de agua de descarga submarina de Rolls-Royce Naval Marine, Inc. llamado AWJ-21.
Mientras navegaba durante la primavera de 2019, el USS Zumwalt navegó a través de una tormenta que provocó seis condiciones en el estado del mar frente a la costa de Alaska. La prueba indicó que la clase Zumwalt posee una mayor estabilidad en comparación con las formas de casco típicas. Durante una entrevista, el capitán Andrew Carlson, oficial al mando del USS Zumwalten ese momento, relató: "En total, preferiría estar en ese barco que en cualquier otro barco en el que haya estado". Según el Capitán Carlson, durante la tormenta, convocó a su oficial ejecutivo desde su camarote para informarle sobre las seis condiciones del estado del mar. Con base en los balanceos que venía experimentando en su cabina, el oficial ejecutivo pensó que, como mucho, estaban en el estado de mar tres, donde la altura de las olas solo llega a un máximo de cuatro pies (1,2 m). Una combinación de la forma del casco de la clase Zumwalt, las ubicaciones de las paradas del timón y el tamaño de la hélice contribuyen a mejorar su comportamiento en la mar.

### Armas secundarias
En 2005, una revisión crítica del diseño (CDR) del DDG-1000 condujo a la selección del cañón Mk 110 de 57 mm (2,2 pulgadas) para defender al destructor de los ataques en enjambre de embarcaciones pequeñas y rápidas; el Mk 110 tiene una velocidad de disparo de 220 rpm y un alcance de 9 nmi (17 km; 10 mi). Desde entonces hasta 2010, se realizaron varios esfuerzos de análisis para evaluar posibles alternativas de ahorro de costos. Luego de una evaluación de 2012 que utilizó la información más reciente sobre la efectividad de las armas y las municiones, se concluyó que el sistema de armas Mk 46 de 30 mm (1,2 pulgadas) era más efectivo que el Mk 110 con mayor capacidad, peso reducido y una reducción significativa de costos. El Mk 46 tiene una velocidad de disparo de 200 rpm y un alcance de 2,17 nmi (4,02 km; 2,50 mi).
Los expertos navales han cuestionado la decisión de reemplazar los cañones de defensa de enjambre de los destructores de clase Zumwalt por otros de menor tamaño y alcance. El 57 mm puede atacar objetivos a dos o tres millas, mientras que el 30 mm solo puede comenzar a atacar alrededor de una milla. Sin embargo, el gerente del programa DDG-1000 dijo que la letalidad de la ronda de 57 mm estaba "significativamente sobre modelada" y "no tan efectiva como la modelada" en pruebas de disparo en vivo, y "no cumple con los requisitos"; admitió que los resultados no fueron los que esperaba ver. Cuando el Laboratorio de Armas Navales revaluó el Mk 46, cumplió o superó los requisitos y se desempeñó igual o mejor que el 57 mm en múltiples áreas, incluso superando al cañón naval de 76 mm (3 pulgadas). Una montura de cañón de 30 mm también pesa menos, alrededor de 2 toneladas en comparación con las 12-14 toneladas del 57 mm, pero la Armada insiste en que el peso no tuvo nada que ver con la decisión.

## Unidades
| Nombre                           | Número de casco | Puesto en grada         | Botado                 | Asignado              | Estado     |
| -------------------------------- | --------------- | ----------------------- | ---------------------- | --------------------- | ---------- |
| USS Zumwalt (DDG-1000)           | DDG-1000        | 17 de noviembre de 2011 | 28 de octubre de 2013  | 15 de octubre de 2016 | Activo     |
| USS Michael Monsoor (DDG-1001)   | DDG-1001        | 23 de mayo de 2013      | 21 de junio de 2016    | 26 de enero de 2019   | Activo     |
| USS Lyndon B. Johnson (DDG-1002) | DDG-1002        | 30 de enero de 2017     | 9 de diciembre de 2018 | 2024 (planeado)       | En pruebas |